# KK Kumanovo
Der Košarkaški klub Kumanovo (mazedonisch кошаркарски клуб Куманово, Basketball-Klub Kumanovo) ist ein Basketballverein aus der gleichnamigen Stadt in Nordmazedonien. Die Herrenmannschaft wurde ursprünglich 1946 gegründet, aber nach Insolvenz wurde 2003 die professionelle Mannschaft aufgelöst.  Seit dem Jahre 2009 gibt es im Verein wieder eine professionelle Mannschaft mit Namenszusatz 2009. Zwar nahm die Herrenmannschaft bereits in den 1990er Jahren an kontinentalen Vereinswettbewerben teil, doch Titelgewinnen kam die Mannschaft trotz einer Vizemeisterschaft 2002 erst nach der Wiedergründung näher. Nach dem Pokalfinale 2013 wurde die Mannschaft zuletzt zweimal Vizemeister 2015 und 2016 und erreichte in der supranationalen Balkan League 2013 das Halbfinale.

## Geschichte
Nach der Gründung 1946 konnte die Mannschaft erst nach der Unabhängigkeit Mazedoniens überregionale Erfolge erreichen und qualifizierte sich auch am Ende der 1990er Jahre für den Korać-Cup 1998/99, bei dem man zum Auftakt Hin- und Rückspiel gegen KK Krka verlor wie auch zwei Jahre später im gleichen Wettbewerb gegen den BK Jambol. Eine Saison später zog man 2002 auch in die Play-off-Finalserie um die mazedonische Meisterschaft ein, in der man gegen Rekordmeister und Titelverteidiger Feršped Rabotnički aus der Hauptstadt Skopje mit zwei zu vier Siegen unterlag. Bereits in der folgenden Saison konnte die Mannschaft wegen Zahlungsschwierigkeiten nicht mehr mithalten und belegte sportlich einen Abstiegsplatz.
Nachdem sich der Verein Pop Sport VSA aus Kumanovo eine Saison weitgehend erfolglos in der höchsten Spielklasse versucht hatte, kehrte die Mannschaft des Vereins als Kumanovo 2009 in der Saison 2010/11 in die Prva Liga Mazedoniens zurück. Nachdem man sich in der höchsten Spielklasse wieder etabliert hatte, stellten sich erste Erfolge ein, als man im Jahr 2013 zum einen das Pokalfinale erreichte, dass gegen Titelverteidiger und Meister KK MZT Skopje verloren ging und zum anderen in der supranationalen Balkan League bei der ersten Teilnahme gleich das Final-Four-Turnier erreichte, bei dem man im Halbfinale Titelverteidiger Hapoel Gilboa Galil unterlag. Bei der folgenden Teilnahme schied die Mannschaft in der Balkan League 2014 im Viertelfinale gegen den späteren Titelgewinner Lewski Sofia und erreichte auch in nationalen Wettbewerben keine Chancen auf Titelgewinne. Dies sollte sich in der Saison 2014/15 ändern, als die Mannschaft nach dem erneuten Ausscheiden im Viertelfinale der Balkan League gegen Rilski Sportist Samokow im Play-off-Halbfinale der Meisterschaft Rekordmeister Rabotnički bezwang. In der Finalserie verlor man dann jedoch glatt in drei Spielen gegen Titelverteidiger KK MZT Aerodrom. Für die Saison 2015/16 meldete die Mannschaft für den FIBA Europe Cup 2015/16 und verzichtete auf eine weitere Teilnahme an der Balkan League. Im kontinentalen Vereinswettbewerb reichte es in sechs Vorrundenspielen nur zu einem Heimsieg gegen Kotkan TP-Basket. In den nationalen Meisterschafts-Play-offs drehte man als Hauptrundendritter die Halbfinalserie noch in fünf Spielen und konnte in der Finalserie gegen Serienmeister MZT zumindest einen Heimsieg erzielen, bevor man in vier Spielen eine weitere Chance auf einen Titelgewinn einbüßte.

## Bekannte Spieler
| - Pero Blazevski 2001/02 - Dimitar Mirakovski 2001/02 - Philip Brooks 2011/12 - Aleksander Kostoski 2011–13, seit 2014 - Uroš Luković 2011–15 - Nemanja Vranješ 2013/14 - Anthony Lee-Ingram 2013, 2015 - Tyler Hines 2014 - Marko Simonovski seit 2015 - Žarko Rakočević 2016 |